# Meyers Konversations-Lexikon
Meyers Konversations-Lexikon är en tysk encyklopedi som utkom under olika namn i ett tiotal upplagor 1840–1986. Den räknas som en av de mest betydande tyska encyklopedierna.